# Deutzia monbeigii
Deutzia monbeigii är en hortensiaväxtart som beskrevs av William Wright Smith. Deutzia monbeigii ingår i släktet deutzior, och familjen hortensiaväxter. Inga underarter finns listade i Catalogue of Life.